# Гшпурнинг, Михаэль
Михаэль Гшпурнинг (англ. Michael Gspurning; род. 2 мая 1981, Грац) — австрийский бывший футболист, игравший на позиции вратаря. Гшпурнинг трижды играл в составе сборной Австрии. Больше всего матчей на клубном уровне Гшпурнинг провел за греческий клуб «Шкода Ксанти», австрийский «Леобен» и американский «Сиэтл Саундерс». Тренер вратарей клуба «Унион» (Берлин).

### Клубная карьера
Михаэль Гшпурнинг родился в австрийском Граце и начал футбольную карьеру в молодёжном составе «Аустрии». В 19 лет Гшпурнинг стал игроком основной команды клуба. В 2001 году он присоединился к клубу «Леобен» и отыграл за него 62 матча в трех сезонах.
В 2004 году Михаэль Гшпурнинг перешел в другой австрийский клуб — «Суперфунд». Затем, в 2007 году, Гшпурнинг покинул Австрию, подписав контракт с греческой командой «Шкода Ксанти». За неё австрийский футболист провел больше всего матчей в своей карьере — 89. 7 декабря 2011 года Гшпурнинг решил попробовать себя в другом национальном первенстве, уже свободным агентом подписав контракт с клубом MLS «Сиэтл Саундерс». В 2014 году футболист вернулся в Грецию, перейдя в ПАОК. Отыграв за клуб всего один матч, Гшпурнинг принял решение не продлевать контракт.
12 сентября 2014 года Гшпурнинг перешел в греческий «Платаньяс». Затем футболист также был заигран за немецкие команды «Шальке 04» и «Унион» Берлин.

### Карьера в сборной
На международном уровне Гшпурнинг дебютировал за национальную сборную Австрии в возрасте 27 лет в товарищеском матче против сборной Турции 19 ноября 2008 года, отыграв все 90 минут. Также Гшпурнинг защищал ворота сборной в отборочном матче на Чемпионат мира 2010 года против сборной Румынии и в матче против сборной Сербии 6 июня 2009 года.
| Команда                    | Год   | Матчи | Голы |
| -------------------------- | ----- | ----- | ---- |
| Сборная Австрии по футболу |       |       |      |
| 2008                       | 1     | 0     |      |
| 2009                       | 2     | 0     |      |
| Всего                      | Всего | 3     | 0    |